# YTN 24 (400)
《YTN 24 (400)》는 대한민국 YTN에서 매일 새벽 3시 50분에 방송되는 YTN의 심야뉴스 프로그램이다. (YTN 24)

## 방송 시간
매일 새벽 3시 50분 ~ 4시 20분
분량:30분